# Осинки (Меленковский район)
Осинки — деревня в Меленковском округе Владимирской области России, входит в состав Илькинского сельского поселения.

## География
Деревня расположена на берегу реки Унжа (приток Оки) в 2 км на северо-восток от центра поселения села Илькино и в 11 км на юг от райцентра города Меленки близ автодороги Нижний Новгород — Ряжск

## История
В 1859 году в деревне Осинки числилось 50 дворов.
В конце XIX — начале XX века деревня в составе Лехтовской волости Меленковского уезда. 
С 1929 года деревня входила в состав Илькинского сельсовета Меленковского района. 

## Население
| 1859 | 1897 |
| ---- | ---- |
| 385  | 618  |

| 1859 | 1897 | 1905 | 1926 | 2002 | 2010 | 2021 |
| ---- | ---- | ---- | ---- | ---- | ---- | ---- |
| 385  | ↗618 | ↗706 | ↗728 | ↘293 | ↘271 | ↗280 |